# La Double Vie de Théophraste Longuet (mini-série)
Pour les articles homonymes, voir Double vie.
La Double Vie de Théophraste Longuet est une mini-série française en trois épisodes de Yannick Andréi adaptée du roman éponyme de Gaston Leroux et diffusée pour la première fois en octobre 1981 sur TF1.

## Synopsis
Un petit bourgeois parisien, Théophraste Longuet, se découvre à l'occasion d'une visite à la Conciergerie possédé par l'esprit du bandit Cartouche. Sous l'influence de son hôte, Théophraste Longuet entreprend alors de partir à la recherche du trésor laissé par le brigand.

## Fiche technique
- Titre : La Double Vie de Théophraste Longuet
- Réalisation : Yannick Andréi
- Adaptation et dialogues : Jean-Claude Carrière
- Directeur de la photographie : Denys Clerval
- Musique : Vladimir Cosma
- Organiste : André Isoir
- Décors : Jean-Claude Dolbert
- Costumes : Annick François • Nathalie Doux
- Maquillage : Charlie Koubesserian • Sophie Bernard
- Coiffure : Sidonie Fontana
- Cascades : Marcel Gallon
- Son : Éric Rophe • Guy Rophe • Jean-Paul Loublier
- Mixage : Michel Commo
- Bruitage : André Naudin • Julien Naudin
- Montage : Madeleine Ribollet • Christine Grenet • Michèle Abiteboul • Camille Laurenti
- Assistants opérateurs : François Charles • Yves Angelo • Alain Herpe • Jean-Louis Castelli
- Assistants décors : Alain Paroutaud • René Candido • Pierre Biet • Georges Mougine
- Assistants réalisation : Christian Raoux • Henri Laurent • Michel Silberman
- Responsable fabrication : Jacques Bras
- Étalonnage : Bernard Buseyne
- Scripte : Anne-Marie Garcia
- Producteur exécutif : Serge Lebeau
- Chargés de production : Daniel Lebras • Pierre d'Hoffelize • André Guimier • Colette Chevereau • Donatienne Desmarestz
- Promotion internationale : Jacques Dercourt
- Production : Télécip • TF1
- Pays :  France
- Lieu de tournage : Paris
- Format : 3 x 90 minutes
- Première diffusion :
  - Premier épisode, Le Mystère : 27 octobre 1981
  - Deuxième épisode, Le Combat : 29 octobre 1981
  - Troisième épisode, Le Trésor : 30 octobre 1981

## Distribution
| Premier épisode - Le Mystère : - Jean Carmet : Théophraste Longuet - Geneviève Fontanel : Marceline Longuet - Michel Duchaussoy : Adolphe Lecamus - Nicolas Silberg : Cartouche - Jean Champion : Amboise Sampic - Gabriel Jabbour : M. Petito - Jean-Jacques Steen : le gardien de la Conciergerie - Gabriel Cattand : le commissaire Mifroid - Jean-Claude Massoulier : le rédacteur en chef - Sonia Laroze : la femme du rédacteur en chef - Katia Tchenko : Émilie - Fernand Guiot : le banquier Law - Christian de Tillière : le Régent - Sylvain Lévignac : Galichon - Nicole Carrière : Madame Galichon - Marie Bunel : Madame Michon - Jérôme Andréi : Cartouche enfant - Colette Castel : Madame Petito - Henri Poirier : M. Troude - Carole Grove : Madame Troude - Suzanne Grey : Madame Sampic - Jacqueline Corot : Madame Bache - René Havard : M. Lopard - Yves Gabrielli : le cocher - Marius Laurey : le chauffeur - Max Desrau : le petit monsieur - Fernand Kindt : le gros monsieur - Francis Carton : le premier rédacteur - Anne Robin : la deuxième secrétaire - Dominique Herbert : le troisième rédacteur - Gérard Couderc : le quatrième rédacteur | Deuxième épisode - Le Combat : - Jean Carmet : Théophraste Longuet - Geneviève Fontanel : Marceline Longuet - Michel Duchaussoy : Adolphe Lecamus - Jean-Claude Carrière : Éliphas de la Nox - Gabriel Cattand : le commissaire Mifroid - Gabriel Jabbour : M. Petito - Colette Castel : Madame Petito - Nicolas Silberg : Cartouche - Jean-Claude Massoulier : le rédacteur en chef - Sonia Laroze : la femme du rédacteur en chef - Paul Mercey : le boucher - Jean-Claude Bouillaud : le chef de gare - Anne-Marie Deschodt : l'assistante d'Éliphas | Troisième épisode - Le Trésor : - Jean Carmet : Théophraste Longuet - Gabriel Cattand : le commissaire Mifroid - Marie-Georges Pascal : Jane de Montfort - Olivia Dutron : Berthe de Coucy - Jean Champion : Amboise Sampic - Colette Castel : Madame Petito - Jean-Claude Bouillaud : le chef de gare - Jean Rupert : l'autre chef de gare - Jean-Claude Massoulier : le rédacteur en chef - Sonia Laroze : la femme du rédacteur en chef - Geneviève Fontanel : Marceline Longuet - Michel Duchaussoy : Adolphe Lecamus - Gabriel Jabbour : M. Petito - Guy Bonnafoux : le chapelier Talpa |